# Tetnuldi
Der Tetnuldi (georgisch თეთნულდი) ist ein markanter Berg in der georgischen historischen Region Swanetien im Hauptkamm des zentralen Kaukasus.
Oberhalb von 3000 m ist der Tetnuldi vergletschert, an der Südflanke beginnt der 9 km lange Adishi-Gletscher.
Der Tetnuldi wurde im Jahre 1896 von Douglas W. Freshfield erstbestiegen.

## Bildergalerie

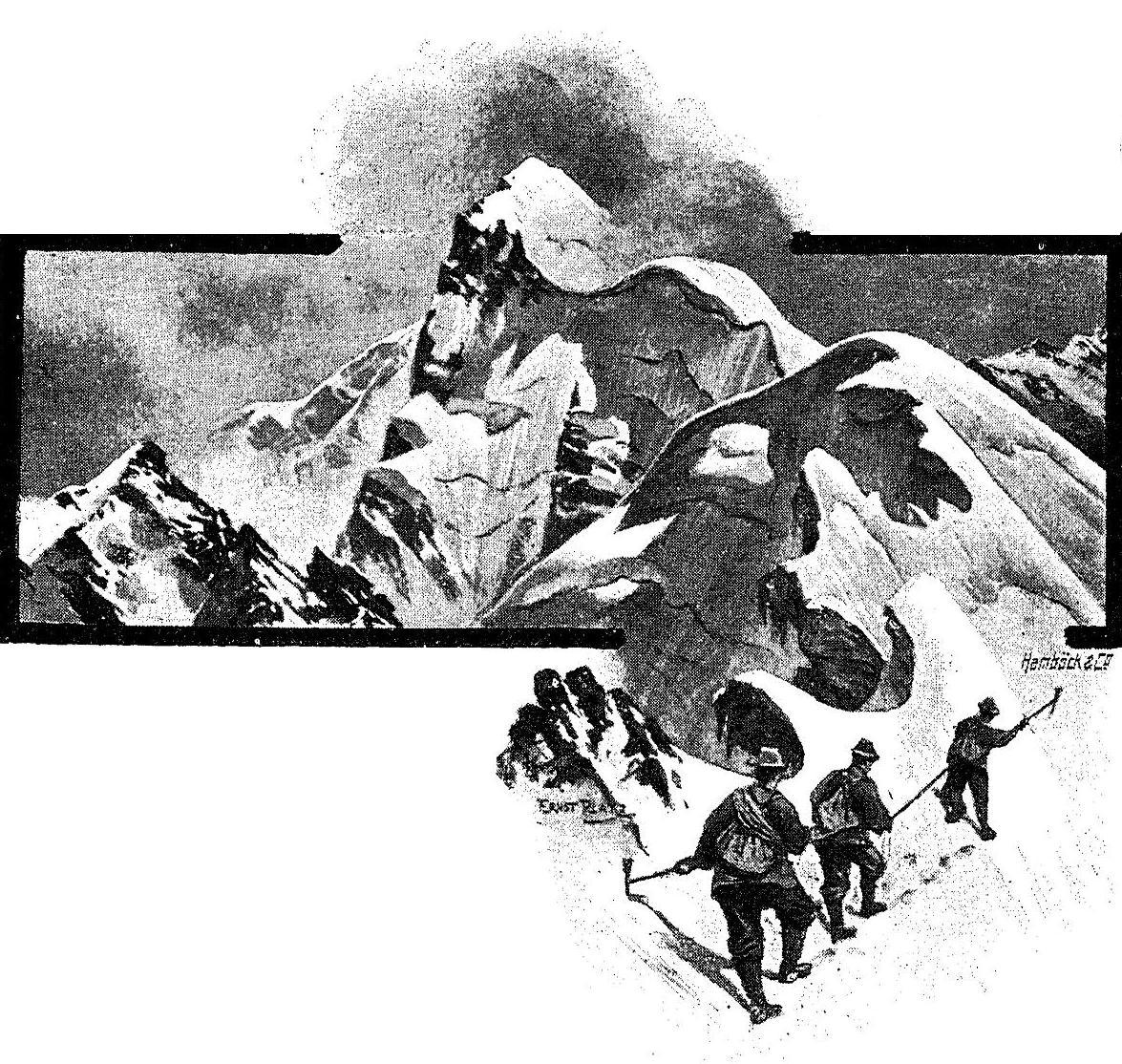
Zeichnung einer Besteigung im 1901 erschienenen Buch von Gottfried Merzbacher
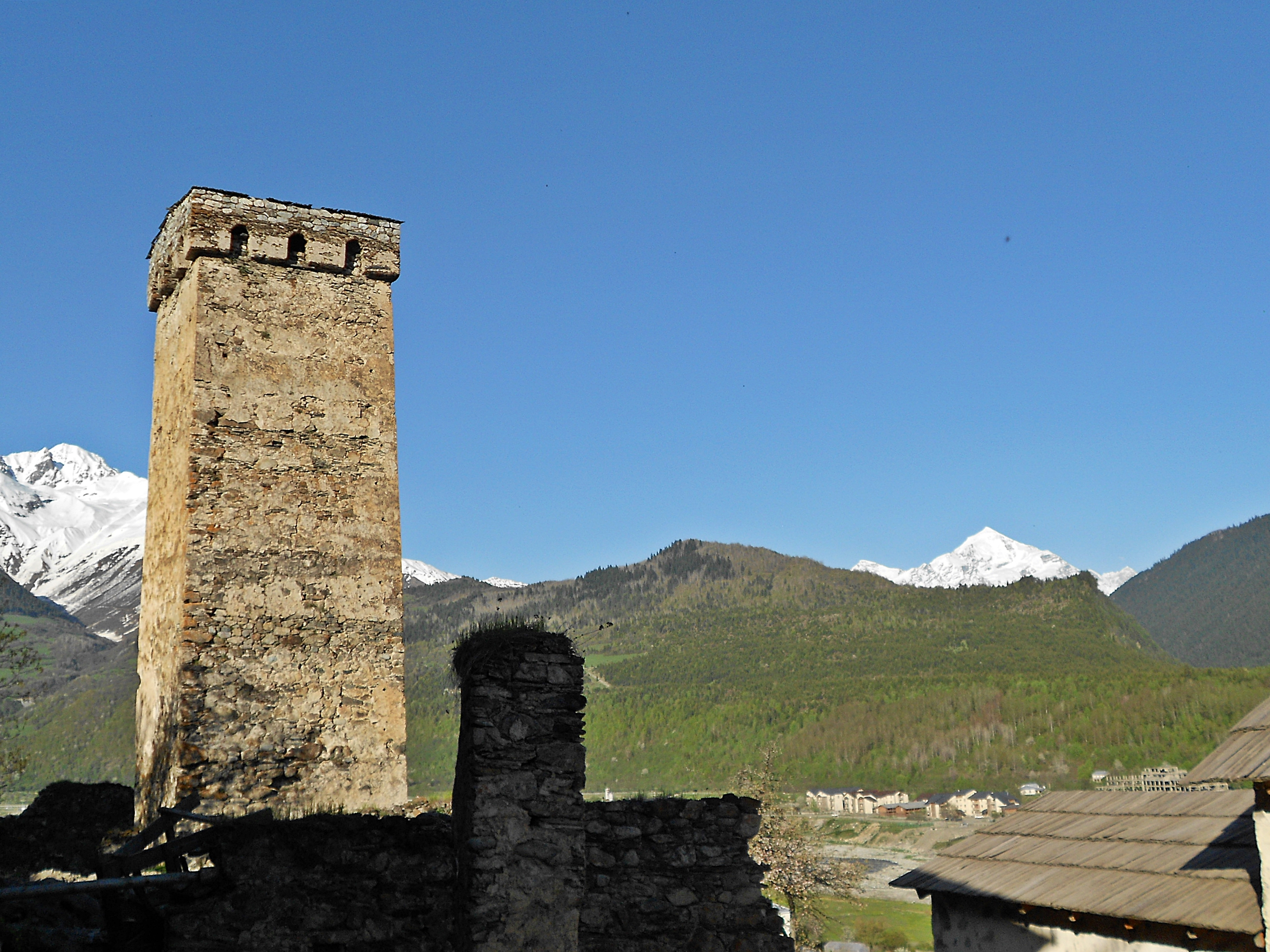
Der Tetnuldi (hinten rechts) von Mestia aus betrachtet